# Тропічні гірські ліси
Тропічні гірські ліси — тип тропічних лісів, що росте на висотах від 1000 м над рівнем моря, часто до висоти понад 3000 м, та зустрічається в тропічних районах Америки, Африки і Азії. Цей тип лісів зазвичай не входить до основних класифікацій екорегіонів, проте цитується багатьма авторами. Часто при цьому йдеться про гірські тропічні дощові ліси, такі як хмарний ліс.